# Cueca slip

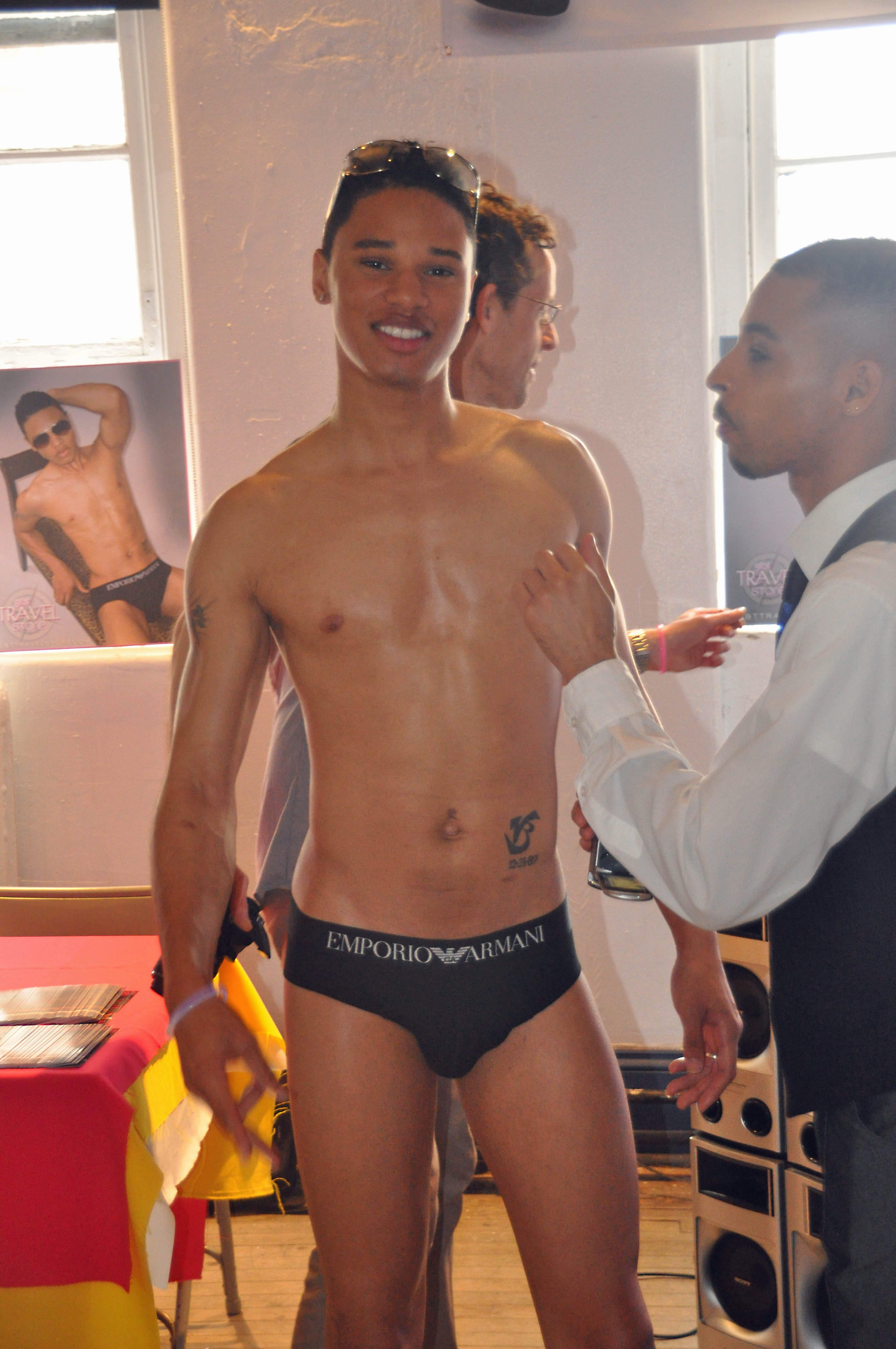
Uma cueca slip

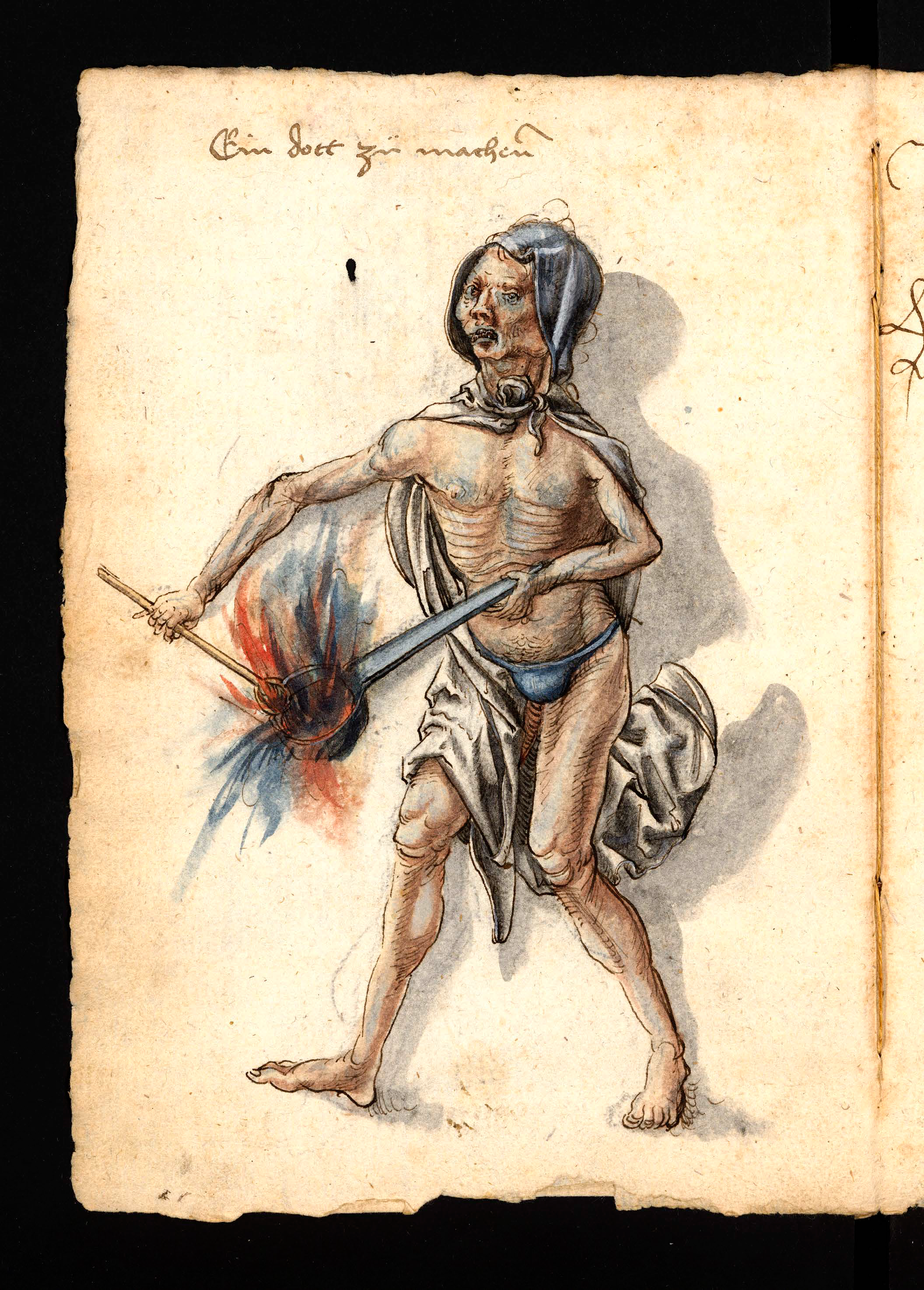
Homem em slip, Löffelholz Codex, Nuremberga 1505

Cueca slip é uma cueca apertada, sem perneiras, que mantém os órgãos genitais em uma posição fixa. Isso a torna ideal para atividades esportivas ou para aqueles que querem um suporte que as cuecas boxer não fornecem.

## Variedades
A cueca slip tradicional tem aberturas. Uma cueca slip sem abertura às vezes é chamada de sunga, por sua semelhança com a sunga (traje de banho muito ajustado para o corpo).

## Saúde
Alguns médicos dizem que a temperatura pode afetar a produção de espermatozoides e que a cueca slip, ao forçar os testículos contra o corpo, interfere com a espermatogênese. Muitos médicos recomendam aos homens com baixa contagem de espermatozoides que troquem a cueca slip por cuecas boxer. Outros estudos questionam que o uso de cuecas slip influencie a produção de espermatozoides.